# People's Choice Classic 2018
La 13e édition de la People's Choice Classic a eu lieu le 14 janvier 2018. Ce critérium a eu lieu deux jours avant le début du Tour Down Under. La course s'est terminée par un sprint massif et a été remportée par le champion du Monde Slovaque Peter Sagan (Bora-Hansgrohe) qui a parcouru les 50,6 kilomètres en 1 h 4 min 25 s. Il est suivi dans le même temps par l'Allemand André Greipel et l'Australien Caleb Ewan.

## Présentation

### Parcours
Le parcours est un circuit long de 2,3 kilomètres situé à Adélaïde, à parcourir à vingt-deux reprises dans le sens anti-horaire, pour un parcours total de 50,6 kilomètres.

### Équipes
Les dix-huit UCI WorldTeams participent à cette People's Choice Classic, ainsi qu'UniSA-Australia qui est une sélection nationale d'Australie.
| WorldTeams (18)- AG2R La Mondiale - Astana - BMC Racing Team - Bora-Hansgrohe - Dimension Data - EF Education First-Drapac p/b Cannondale - FDJ - Lotto Soudal - Movistar Team - Mitchelton-Scott - Quick-Step Floors - Sky - Team Sunweb - Bahrain-Merida - Katusha-Alpecin - Trek-Segafredo - Lotto NL-Jumbo - UAE Team Emirates Équipe nationale sponsorisée- UniSA-Australia |
| |

## Classements

### Classement final
| \| Classement général \| Classement général \| Classement général \| Classement général \| Classement général \| \| Coureur \| Coureur \| Pays \| Équipe \| Temps \| \| ------------------ \| ------------------- \| ------------------ \| ------------------ \| ------------------ \| \| 1er \| Peter Sagan \| Slovaquie \| Bora-Hansgrohe \| 1 h 04 min 25 s \| \| 2e \| André Greipel \| Allemagne \| Lotto-Soudal \| + 0 s \| \| 3e \| Caleb Ewan \| Australie \| Mitchelton-Scott \| + 0 s \| \| 4e \| Elia Viviani \| Italie \| Quick-Step Floors \| + 0 s \| \| 5e \| Simone Consonni \| Italie \| UAE Team Emirates \| + 0 s \| \| 6e \| Christopher Lawless \| Royaume-Uni \| Team Sky \| + 0 s \| \| 7e \| Sam Welsford \| Australie \| UniSA-Australia \| + 0 s \| \| 8e \| Enrico Battaglin \| Italie \| LottoNL-Jumbo \| + 0 s \| \| 9e \| Jasha Sütterlin \| Allemagne \| Movistar Team \| + 0 s \| \| 10e \| Mark Renshaw \| Australie \| Dimension Data \| + 0 s \| \| 11e \| Carlos Barbero \| Espagne \| Movistar Team \| + 0 s \| \| 12e \| Mads Würtz Schmidt \| Danemark \| Katusha-Alpecin \| + 0 s \| \| 13e \| Phil Bauhaus \| Allemagne \| Team Sunweb \| + 0 s \| \| 14e \| Sam Bennett \| Irlande \| Bora-Hansgrohe \| + 3 s \| \| 15e \| Valerio Agnoli \| Italie \| Bahrain-Merida \| + 3 s \| |                     |             |                   |                 |
| |                     |             |                   |                 |
| Source : ProCyclingStats |                     |             |                   |                 |
| Classement général |                     |             |                   |                 |
| Coureur | Coureur             | Pays        | Équipe            | Temps           |
| 1er | Peter Sagan         | Slovaquie   | Bora-Hansgrohe    | 1 h 04 min 25 s |
| 2e | André Greipel       | Allemagne   | Lotto-Soudal      | + 0 s           |
| 3e | Caleb Ewan          | Australie   | Mitchelton-Scott  | + 0 s           |
| 4e | Elia Viviani        | Italie      | Quick-Step Floors | + 0 s           |
| 5e | Simone Consonni     | Italie      | UAE Team Emirates | + 0 s           |
| 6e | Christopher Lawless | Royaume-Uni | Team Sky          | + 0 s           |
| 7e | Sam Welsford        | Australie   | UniSA-Australia   | + 0 s           |
| 8e | Enrico Battaglin    | Italie      | LottoNL-Jumbo     | + 0 s           |
| 9e | Jasha Sütterlin     | Allemagne   | Movistar Team     | + 0 s           |
| 10e | Mark Renshaw        | Australie   | Dimension Data    | + 0 s           |
| 11e | Carlos Barbero      | Espagne     | Movistar Team     | + 0 s           |
| 12e | Mads Würtz Schmidt  | Danemark    | Katusha-Alpecin   | + 0 s           |
| 13e | Phil Bauhaus        | Allemagne   | Team Sunweb       | + 0 s           |
| 14e | Sam Bennett         | Irlande     | Bora-Hansgrohe    | + 3 s           |
| 15e | Valerio Agnoli      | Italie      | Bahrain-Merida    | + 3 s           |